# Giải bóng đá Hạng Ba Quốc gia 2019
Giải bóng đá Hạng Ba Quốc gia 2019 là mùa giải thứ mười lăm của giải bóng đá hạng cao thứ 4 thuộc hệ thống các giải bóng đá Việt Nam (sau V.League 1, V.League 2 và Hạng nhì) do VFF tổ chức hàng năm.

## Điều lệ
Giải bóng đá Hạng Ba Quốc gia 2019 sẽ diễn ra từ ngày 11 tháng 11 đến ngày 21 tháng 11 năm 2019 với 11 đội bóng tham dự bao gồm Bắc Ninh, Bến Tre, Đào Hà Vĩnh Phúc, Thái Nguyên, Đồng Nai, Luxury Hạ Long, Phù Đổng Hà Nội, Tuấn Tú Phú Thọ, PVF, Trẻ Thành phố Hồ Chí Minh, Trẻ Viettel. Mười đội bóng chia làm 2 bảng A và B, bảng A có 6 đội, bảng B có 4 đội. Mỗi bảng sẽ thi đấu vòng tròn một lượt tính điểm số để xếp hạng. Hai Đội xếp thứ nhất và hai đội xếp thứ nhì các bảng sẽ giành quyền thăng hạng lên chơi tại Giải hạng nhì 2020.

## Thay đổi đội bóng
Danh sách các đội bóng có sự thay đổi so với mùa giải 2018.
| Đội bóng mới - Luxury Hạ Long - Đào Hà Vĩnh Phúc - Tuấn Tú Phú Thọ - Trẻ TP. Hồ Chí Minh - Trẻ Viettel Xuống hạng từ Giải Hạng Nhì 2019 - Bến Tre (bỏ Giải hạng nhì) | Thăng hạng lên Giải Hạng Nhì 2019 - Trẻ SHB Đà Nẵng - Trẻ Hà Nội - Hoàng Sang TP.HCM Không tham gia mùa giải này - Bình Điền |

## Các đội bóng
Giải có sự tham dự của 10 đội bóng, trong đó có 1 đội xuống hạng từ Giải Hạng Nhì 2019 là Bến Tre do rút lui, 5 đội bóng mới bao gồm: Thái Nguyên, Luxury Hạ Long, Đào Hà Vĩnh Phúc, Tuấn Tú Phú Thọ, Trẻ Thành phố Hồ Chí Minh, Trẻ Viettel và 4 đội hạng Ba Quốc gia 2018 là PVF, Đồng Nai, Bắc Ninh, Phù Đổng Hà Nội.
Các đội bóng được chia làm hai bảng theo khu vực địa lý và đăng ký sân thi đấu của các đội, cụ thể như sau:
- Bảng A: Thái Nguyên, Bắc Ninh, Đào Hà Vĩnh Phúc, Luxury Hạ Long, Tuấn Tú Phú Thọ, PVF, Trẻ Viettel.
- Bảng B: Bến Tre, Đồng Nai, Phù Đổng Hà Nội (sau đổi thành Hà Nội Sun FC), Trẻ Thành phố Hồ Chí Minh.

Ngày 31/10/2019, theo thông báo trên web chính thức của VFF,  Liên đoàn Bóng đá Việt Nam đã nhận được công văn xin không tiếp tục tham dự giải của đội bóng đá Bắc Ninh. Căn cứ đề nghị của đội bóng, Liên đoàn Bóng đá Việt Nam chấp thuận cho đội bóng đá Bắc Ninh không tham dự giải.

## Kết quả chi tiết

### Bảng A
Dưới đây là các kết quả chi tiết Bảng A mùa giải 2019:

#### Vòng 1
| 11 tháng 11 năm 2019 | Trẻ Viettel | 4–1 | Đào Hà Vĩnh Phúc | Việt Trì, Phú Thọ      |  |
| 15:00                |             |     |                  | Sân vận động: Việt Trì |  |

| 11 tháng 11 năm 2019 | Tuấn Tú Phú Thọ | 1–1 | Luxury Hạ Long | Việt Trì, Phú Thọ      |  |
| 17:30                |                 |     |                | Sân vận động: Việt Trì |  |

|  | PVF | Nghỉ |  |  |  |
|  |     |      |  |  |  |

#### Vòng 2
| 13 tháng 11 năm 2019 | Đào Hà Vĩnh Phúc       | 1–4 | Tuấn Tú Phú Thọ                                                      | Việt Trì, Phú Thọ      |  |
| 15:00                | Nguyễn Công Nguyên 63' |     | - Lê Thành Trung 10', 65' - Phạm Đức Mạnh 34' - Nguyễn Đăng Tuấn 48' | Sân vận động: Việt Trì |  |

| 13 tháng 11 năm 2019 | PVF                                      | 2–1 | Trẻ Viettel        | Việt Trì, Phú Thọ      |  |
| 17:30                | - Võ Nguyên Hoàng 25' - Đoàn Chí Bảo 41' |     | Nguyễn Hữu Nam 39' | Sân vận động: Việt Trì |  |

|  | Luxury Hạ Long | Nghỉ |  |  |  |
|  |                |      |  |  |  |

#### Vòng 3
| 16 tháng 11 năm 2019 | Trẻ Viettel                              | 2–0 | Luxury Hạ Long | Việt Trì, Phú Thọ                               |  |
| 15:00                | - Bùi Tiến Sinh 13' - Nguyễn Ngọc Tú 21' |     |                | Sân vận động: Việt Trì Trọng tài: Trần Ngọc Ánh |  |

| 16 tháng 11 năm 2019 | Đào Hà Vĩnh Phúc | 0–4 | PVF                                                                   | Việt Trì, Phú Thọ                               |  |
| 17:30                |                  |     | - Dương Mạnh Cường 53', 71' - Lý Trung Hiếu 64' - Trần Mạnh Cường 90' | Sân vận động: Việt Trì Trọng tài: Ngô Đức Trung |  |

|  | Tuấn Tú Phú Thọ | Nghỉ |  |  |  |
|  |                 |      |  |  |  |

#### Vòng 4
| 18 tháng 11 năm 2019 | Luxury Hạ Long | 10–0 | Đào Hà Vĩnh Phúc | Việt Trì, Phú Thọ      |  |
| 15:00                | - Nguyễn Xuân Tình 4' - Hoàng Thế Tài 14' - Bùi Ngọc Long 18' - Nguyễn Xuân Sơn 39', 85' - Nguyễn Đoàn Chung 48', 53', 62', 69', 80' |      |                  | Sân vận động: Việt Trì |  |

| 18 tháng 11 năm 2019 | PVF | 0–0 | Tuấn Tú Phú Thọ | Việt Trì, Phú Thọ      |  |
| 17:30                |     |     |                 | Sân vận động: Việt Trì |  |

|  | Trẻ Viettel | Nghỉ |  |  |  |
|  |             |      |  |  |  |

#### Vòng 5
| 21 tháng 11 năm 2019 | Luxury Hạ Long | 0–0 | PVF | Việt Trì, Phú Thọ                              |  |
| 15:00                |                |     |     | Sân vận động: Việt Trì Trọng tài: Trần Thế Anh |  |

| 21 tháng 11 năm 2019 | Tuấn Tú Phú Thọ                             | 2–1 | Trẻ Viettel       | Việt Trì, Phú Thọ                               |  |
| 17:30                | - Nguyễn Phương Nam 32' - Phạm Đức Mạnh 73' |     | Dương Văn Hào 85' | Sân vận động: Việt Trì Trọng tài: Trần Ngọc Ánh |  |

|  | Đào Hà Vĩnh Phúc | Nghỉ |  |  |  |
|  |                  |      |  |  |  |

### Bảng B
Dưới đây là các kết quả chi tiết Bảng B mùa giải 2019:

#### Vòng 1
| 11 tháng 11 năm 2019 | Bến Tre | 2–2 | Trẻ Thành phố Hồ Chí Minh | Quận 6, Thành phố Hồ Chí Minh |  |
| 14:00                |         |     |                           | Sân vận động: Thành Long      |  |

| 11 tháng 11 năm 2019 | Đồng Nai | 0–1 | Hà Nội Sun FC | Quận 6, Thành phố Hồ Chí Minh |  |
| 16:00                |          |     |               | Sân vận động: Thành Long      |  |

#### Vòng 2
| 14 tháng 11 năm 2019 | Trẻ Thành phố Hồ Chí Minh | 1–0 | Hà Nội Sun FC | Quận 6, Thành phố Hồ Chí Minh |  |
| 14:00                | Nguyễn Văn Trọng 64'      |     |               | Sân vận động: Thành Long      |  |

| 14 tháng 11 năm 2019 | Bến Tre        | 1–2 | Đồng Nai                                | Quận 6, Thành phố Hồ Chí Minh |  |
| 16:00                | Bùi Vĩ Hào 80' |     | - Lê Ngọc Quang 20' - Lý Hùng Thành 83' | Sân vận động: Thành Long      |  |

#### Vòng 3
| 17 tháng 11 năm 2019 | Đồng Nai          | 1–1 | Trẻ Thành phố Hồ Chí Minh | Quận 6, Thành phố Hồ Chí Minh |  |
| 15:00                | Lê Ngọc Quang 54' |     | Nguyễn Trung Thành 56'    | Sân vận động: Thành Long 1    |  |

| 17 tháng 11 năm 2019 | Hà Nội Sun FC     | 1–3 | Bến Tre                                                          | Quận 6, Thành phố Hồ Chí Minh |  |
| 15:00                | Trần Văn Thái 58' |     | - Nguyễn Văn Vinh 43' - Trương Văn Dư 56' - Khưu Thượng Phúc 81' | Sân vận động: Thành Long 2    |  |

## Bảng xếp hạng

### Bảng A
| VT | Đội                 | ST | T | H | B | BT | BB | HS  | Đ | Thăng hạng                    |
| -- | ------------------- | -- | - | - | - | -- | -- | --- | - | ----------------------------- |
| 1  | PVF (P)             | 4  | 2 | 2 | 0 | 6  | 1  | +5  | 8 | Thăng hạng Giải Hạng Nhì 2020 |
| 2  | Tuấn Tú Phú Thọ (P) | 4  | 2 | 2 | 0 | 7  | 3  | +4  | 8 | Thăng hạng Giải Hạng Nhì 2020 |
| 3  | Trẻ Viettel         | 4  | 2 | 0 | 2 | 8  | 5  | +3  | 6 |                               |
| 4  | Luxury Hạ Long      | 4  | 1 | 2 | 1 | 11 | 3  | +8  | 5 |                               |
| 5  | Đào Hà Vĩnh Phúc    | 4  | 0 | 0 | 4 | 2  | 22 | −20 | 0 |                               |
| 6  | Bắc Ninh            | 0  | 0 | 0 | 0 | 0  | 0  | 0   | 0 | Bỏ cuộc                       |

### Bảng B
| VT | Đội                           | ST | T | H | B | BT | BB | HS | Đ | Thăng hạng                    |
| -- | ----------------------------- | -- | - | - | - | -- | -- | -- | - | ----------------------------- |
| 1  | Trẻ Thành phố Hồ Chí Minh (P) | 3  | 1 | 2 | 0 | 4  | 3  | +1 | 5 | Thăng hạng Giải Hạng Nhì 2020 |
| 2  | Đồng Nai (P)                  | 3  | 1 | 1 | 1 | 3  | 3  | 0  | 4 | Thăng hạng Giải Hạng Nhì 2020 |
| 3  | Bến Tre                       | 3  | 1 | 1 | 1 | 6  | 5  | +1 | 4 |                               |
| 4  | Hà Nội Sun FC                 | 3  | 1 | 0 | 2 | 2  | 4  | −2 | 3 |                               |

Đối đầu trực tiếp: Đồng Nai 2-1 Bến Tre

### Tóm tắt kết quả

#### Bảng A
| Nhà \ Khách      | PVF | TTPT | VTFC | LXHL | DHVP |
| ---------------- | --- | ---- | ---- | ---- | ---- |
| PVF              |     | 0–0  | 2–1  |      |      |
| Tuấn Tú Phú Thọ  |     |      | 2–1  | 1–1  |      |
| Trẻ Viettel      |     |      |      | 2–0  | 4–1  |
| Luxury Hạ Long   | 0–0 |      |      |      | 10–0 |
| Đào Hà Vĩnh Phúc | 0–4 | 1–4  |      |      |      |

#### Bảng B
| Nhà \ Khách   | THCM | BTFC | HNSU | DNFC |
| ------------- | ---- | ---- | ---- | ---- |
| Trẻ TP.HCM    |      | 1–1  | 1–0  |      |
| Bến Tre       | 2–2  |      |      | 1–2  |
| Hà Nội Sun FC |      | 1–3  |      |      |
| Đồng Nai      | 1–1  |      | 0–1  |      |